# Bitva u Sekigahary
Bitva u Sekigahary (šindžitai: 関ヶ原の戦い; kjúdžitai: 關ヶ原の戰ひ; Sekigahara no Tatakai), známá také jako Rozdělení říše (天下分け目の戦い, Tenka Wakeme no Tatakai), byla rozhodující bitvou, která proběhla 21. října 1600 a která Iejasu Tokugawovi vydláždila cestu k titulu šóguna. I když trvalo ještě další tři roky, než Tokugawa získal a upevnil svoji moc nad klanem Tojotomi a dalšími daimjói, Sekigahara je všeobecně považována za neoficiální začátek šógunátu Tokugawa, posledního šógunátu, který vládl Japonsku.
Bitva se odehrála u městečka Sekigahara, které se dnes nachází v prefektuře Gifu.
Vojska Iejasua Tokugawy bojovala proti vojskům vedeným Micunarim Išidou, která byla loajální Hidejorimu, synovi Hidejošiho Tojotomiho. Obrat v bitvě nastal, když Hideaki Kobajakawa, který byl na Išidově straně, během boje zradil spojence. Zpočátku sice stál Kobajakawa mimo bitvu a boje se neúčastnil, ale když Tokugawa nařídil svým ašigaru střílet na Kobajakawovy oddíly, zapojil se Kobajakawa do boje na Iejasuově straně. Kobajakawova zrada spolu se zradou několika dalších daimjóů byly hlavním důvodem rozhodného Iejasuova vítězství a dočasného zastavení bojů.

## Pozadí a záminka
I přesto, že Hidejoši Tojotomi sjednotil Japonsko a upevnil svoji moc, jeho nešťastná invaze do Koreje významně oslabila moc klanu Tojotomi, stejně jako ostatních věrných, kteří pokračovali ve službě a podpoře klanu po Hidejošiho smrti. Korejská invaze též zhoršila pokračující konflikty mezi armádními veliteli a Hidejošiho byrokraty. Přítomnost Hidejošiho a jeho bratra Hidenagy přinutila obě strany omezit se maximálně na hádky, ale po jejich smrti se konflikty obnovily a rozvinuly do otevřených nepřátelských akcí. O klanu Tojotomi bylo známo, že má rolnické předky. Z toho důvodu nemohl být Hidejoši, ani nikdo z jeho rodiny, jmenován šógunem. Po následné smrti Tošiie Maedy zmizely i poslední zbytky přátelství mezi oběma stranami. Zejména Kijomasa Kató a Masanori Fukušima veřejně kritizovali byrokraty, hlavně Micunariho Išidu a Jukinagu Konišiho. Iejasu Tokugawa využil této situace, získal nespokojence na svou stranu a nasměroval jejich nevraživost proti klanu Tojotomi.

## Začátek
Po smrti regenta Tošiie Maedy nezůstal Iejasuovi žádný další soupeř, který by měl stejné postavení, vážnost, reputaci a celkový vliv v rámci klanu Tojotomi. Z tohoto důvodu se mnozí obávali, že Iejasu Tokugawa upře práva Hidejorimu Tojotomimu, stejně jako to Hidejoši Tojotomi udělal s potomky Nobunagy Ody. Tyto obavy byly obzvlášť evidentní mezi loajálními byrokraty, kteří podezřívali Iejasua z podněcování nepokojů mezi Tojotomiho bývalými vazaly.
Nakonec bylo odhaleno údajné spiknutí za účelem zavraždit Iejasua Tokugawu, kterého se mělo zúčastnit množství vazalů loajálních Tojotomimu a mezi kterými byl i syn Tošiieho Maedy, Tošinaga. Byli obviněni z účasti na spiknutí a donuceni podřídit se Iejasuově moci. Kagekacu Uesugi, jeden z Hidejošim jmenovaných regentů, se Iejasuovi vzepřel a budoval si svou armádu. Když ho Iejasu oficiálně odsoudil a požadoval, aby přišel do Kjóta obhájit se před císařem, Uesugiho hlavní rádce Kanecugu Naoe reagoval protiobviněním, které zesměšňovalo Iejasuovo zneužívání a porušování Hidejoriho zákonů do takové míry, že to Iejasua velmi rozzuřilo.
Iejasu povolal na pomoc své přívržence a vedl vojsko na sever do útoku proti Uesugimu, kterého obvinil z velezrady klanu Tojotomi. Micunari Išida využil příležitosti a vytvořil alianci proti Iejasuovým přívržencům. Išida se, ve spolupráci s Jošicugem Ótanim a Ekeiem Ankokudžim, zmocnil početných daimjóů, které držel jako rukojmí v Ósackém hradě, a postavil armádu do boje proti Iejasuovi. Tato západní aliance byla oficiálně vedena Terumotem Mórim, ale sám Móri se boje nezúčastnil.
Tokugawa následně zanechal část svých vojsk, aby držely Uesugiho pod kontrolou a pochodoval na západ postavit se západní alianci. Několik málo daimjóů, nejvýznamnější byl Masajuki Sanada, opustilo Iejasuovu alianci, ale většina, ať už z odporu vůči Išidovi nebo z loajality k Iejasuovi, zůstala s Iejasuem.
Klan Tojotomi se následující bitvy nezúčastnil, a ani se oficiálně nepřidal k žádné ze stran.

## Bitva
Išida se na svém sídelním hradě Sawajama setkal s Jošicugem Ótanim, Nagamorim Mašitou a Ekeim Ankokudžim. Tady utvořili alianci a pozvali Terumota Móriho do jejího čela, ovšem Terumoto se ve skutečnosti distancoval od následujících bojů. Išida poté oficiálně vyhlásil válku Iejasuovi a 19. června oblehl hrad Fušimi, který byl v držení Mototada Toriiho, vazala Tokugawů. Následně západní vojska dobyla několik Tokugawských opěrných bodů v regionu Kansai. V průběhu měsíce se západní síly přesunuly do provincie Mino, kde se nacházela Sekigahara.

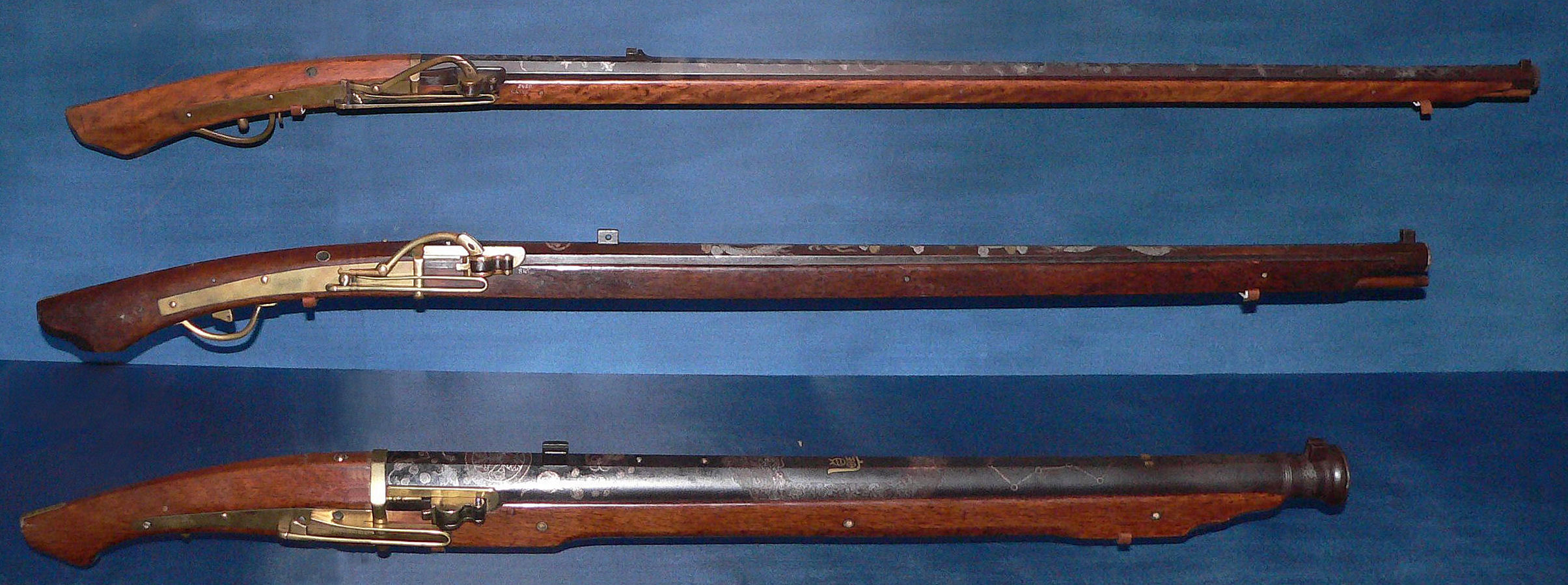
Japonské muškety z období Edo

Zpět v Edu Iejasu dostal zprávy o situaci v Kansai a rozhodl se vyrazit se svým vojskem na západ. Rozdělil své jednotky a v čele hlavního voje vyrazil po Tókaidó k Ósackému hradu. Jeho syn Hidetada vedl další voj po Nakasendó. Hidetadova vojska však uvázla, když oblehla hrad Ueda, který patřil Masajukiovi Sanadovi. I když měl Hidetada k dispozici 38 000 mužů, tedy ohromnou přesilu nad 2 000 Sanadovými muži, nebyl schopen obsadit strategickou dobře bráněnou pozici. Ve stejné době bylo 15 000 Micunariho mužů vázáno na poloostrově Kii 500 obránci hradu Tanabe pod velením Fudžitaky Hosokawy. Výsledkem bylo, že na bitevní pole u Sekigahary se včas nedostavila značná část jak východních jednotek, tak západních jednotek.
Když viděl, že Iejasu vede své jednotky na Ósaku, rozhodl se Išida opustit své pozice a pochodoval na Sekigaharu. 15. září začaly obě strany rozmísťovat své síly. Východní aliance měla 75 000 mužů, západní 128 000.
Západní síly měly obrovskou taktickou výhodu, ale Iejasu oslovil mnoho daimjóů západní aliance a slíbil jim léna a shovívavost po bitvě, když změní stranu. To vedlo část západních velitelů, kteří drželi klíčové pozice k tomu, že váhali, když měli poslat posily anebo se přímo zapojit do probíhající bitvy.

Hidemoto Móri a Hideaki Kobajakawa byli dva z těchto daimjóů. Nacházeli se v takových pozicích, že kdyby se rozhodli zapojit do bitvy, obklíčily by západní síly Iejasuovy jednotky ze tří stran. Ale Hidemoto Móri podlehl Iejasovu přemlouvání a přesvědčil i Hiroie Kikkawu, aby se bitvy nezúčastnil.
I když Hideaki Kobajakawa odpověděl na Iejasovu nabídku, během bitvy váhal a zůstával neutrální. Jak bitva nabírala na intenzitě, nařídil nakonec Iejasu svým pěšákům střílet z mušket směrem na Kobajakawovy pozice na hoře Macuo a přinutit ho k zapojení se do bitvy na straně Tokugawů. Kobajakawovi vojáci napadli pozice Jošicugy Ótaniho, který už bojoval s jednotkami Takatora Tódóa. Když viděli tento akt zrady, západní generálové jako Jasuharu Wakisaka, Suketada Ogawa, Naojasu Akaza a Motocuna Kucuki hned také změnili stranu a zvrátili průběh bitvy.
Západní armáda se rozpadla a její velitelé se dali na útěk. Někteří spáchali sebevraždu (jako například Ótani), někteří byli zajati (např. Išida, Koniši a Ankokudži) a ostatní se mohli vrátit do svých domovských provincií (např. Jošihiro Šimazu a Terumoto Móri).

## Důsledky

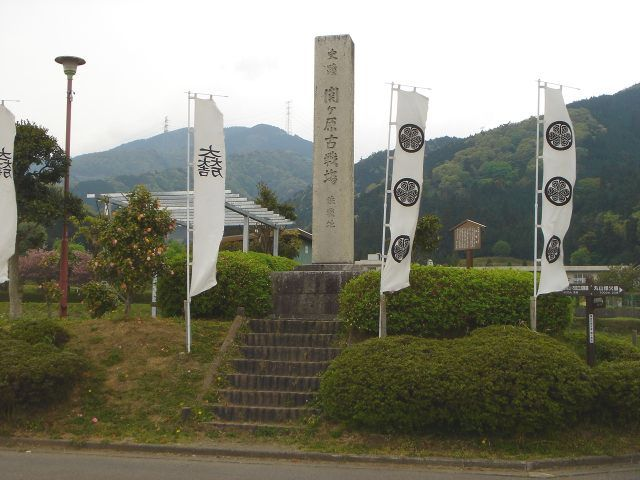
Současný památník bitvy u Sakigahary

Iejasu Tokugawa přerozdělil území a léna zúčastněných. V zásadě odměnil ty, kteří mu pomáhali, a zbavil půdy, potrestal a vyhnal do exilu ty, kteří bojovali proti němu. Takto Iejasu získal vládu nad množstvím území, která dříve patřila klanu Tojotomi. Micunari Išida, Jukinaga Koniši a Ekei Ankokudži byli v Kjótu veřejně popraveni. Vliv a vážnost klanu Tojotomi a zbytku jeho loajálních vazalů dramaticky klesly, byť z pohledu klanu Tojotomi byla bitva technicky jen interní konflikt mezi jeho vazaly. Ovšem Iejasu Tokugawa se o tři roky později stal šógunem a získal tak postavení, které bylo volné od pádu šógunátu Ašikaga. Tato změna v oficiálních hodnostech též převrátila vztah podřízenosti mezi klany Tokugawa a Tojotomi. V každém případě, Iejasu nezískal žádný důvod k válce proti klanu Tojotomi. K jeho naprostému zničení musel ještě podniknout mnoho politických manévrů, které vyvrcholily až roku 1615 obléháním Ósaky.
I když byla většina klanů spokojena se svým postavením po bitvě u Sekigahary, byla i řada klanů, zejména ze západu, které vůči Tokugawům pociťovaly odpor a nenávist za to, že jim bylo zabráno jejich území, anebo za to, co vnímaly jako znevážení a trest. Obzvláště tři klany se se svým novým postavením smiřovaly velmi těžce, byly to klany Móri, Šimazu a Čósokabe.
Klan Móri se musel vzdát provincie Aki a stáhnout se do provincie Nagato (také známé jako Čóšú) i přesto, že se bitvy vůbec neúčastnil. Po celou dobu trvání šógunátu Tokugawa bylo Čóšú centrem protišógunátních aktivit.
Klan Šimazu připisoval porážku slabé špionáži. I když nebyli přesídleni ze své domovské provincie Sacuma, nikdy nebyli zcela loajálni k Tokugawskému šógunátu. Měli výhodu velké vzdálenosti od hlavního města a výborné špionáže a na konci Tokugawského šógunátu demonstrovali, že jsou virtuálním autonomním královstvím nezávislým na šógunátu.
Klan Čósokabe, který vládl provincii Tosa, byl zbaven titulů a poslán do exilu. Bývalí vazalové klanu Čósokabe se nikdy úplně nepodřídili nadvládě nového klanu Jamauči. Ve skutečnosti klan Jamanuči dělal rozdíly mezi svými starými vazaly a bývalými vazaly klanu Čósokabe tím, že jim přiznával nižší postavení a i jinak je diskriminoval. Tyto rozdíly přetrvávaly po celé generace od pádu klanu Čósokabe.
Potomci těchto tří klanů o 250 let později spolupracovali na svržení Tokugawského šógunátu.